# SS City of Brussels
El City of Brussels fue un transatlántico británico que batió el récord de velocidad en el Atlántico en 1869, convirtiéndose en el primer buque de este tipo propulsado por hélice. Construido por Tod y Macgregor, sirvió a la Inman Line hasta 1883, cuando se hundió con la pérdida de diez personas tras una colisión al entrar en el río Mersey.

## Hundimiento

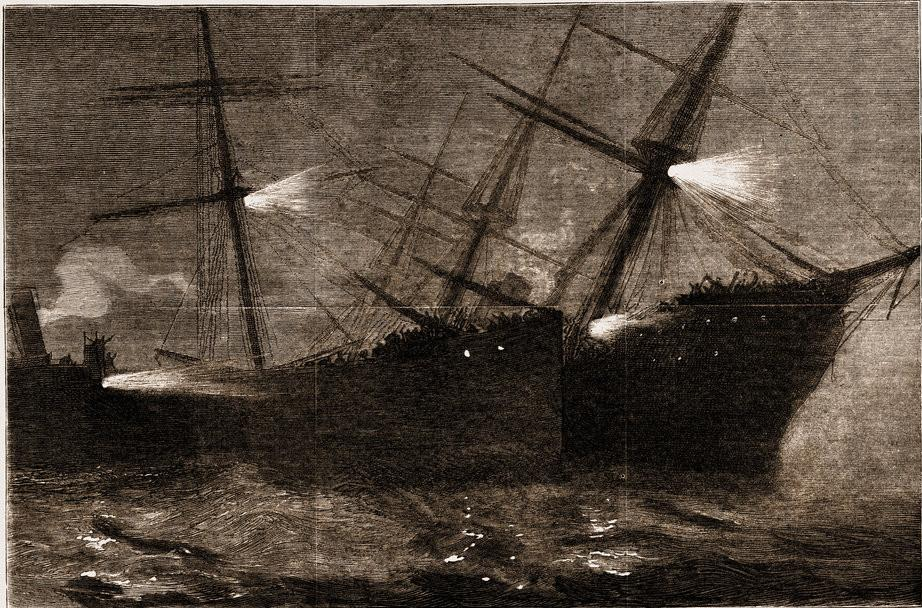
Colisión entre el City of Brussels y el Kirby Hall en 1883.

En la mañana del 7 de enero de 1883, el City of Brussels se encontró con una espesa niebla al entrar en el río Mersey tras dejar a algunos pasajeros y el correo en Queenstown a su regreso de Nueva York. Su capitán ordenó al buque que se detuviera hasta que el tiempo se despejara. El Kirby Hall, un carguero nuevo en su viaje inaugural desde el río Clyde a Bombay vía Liverpool, golpeó al City of Brussels por estribor, delante del puente, y casi lo partió en dos. 
Cuando los buques se separaron, el agua inundó las bodegas expuestas y se extendió rápidamente a la sala de máquinas del City of Brussels, que se hundió en 20 minutos con la pérdida de dos pasajeros y ocho miembros de la tripulación. Sesenta y cuatro pasajeros y noventa y tres tripulantes fueron trasladados a bordo del Kirby Hall desde los barcos del transatlántico. En la posterior investigación de la Junta de Comercio se sostuvo que el Kirby Hall, aunque iba más despacio, había causado la colisión al no parar sus máquinas al oír por primera vez el silbato del transatlántico.
En 1984, los restos del City of Brussels fueron hallados por el Wirral Sub-Aqua Club a 24 metros de profundidad, frente a la barra del Mersey. Ese mismo día se sacó a la superficie la campana del pecio, que posteriormente se vendió mediante puja sellada a través del receptor de pecios. El miembro del Wirral Sub-Aqua Club, David Lewis, de Ellesmere Port, fue el comprador. Se desconoce su paradero actual.
En 1998, uno de los dos cañones del buque fue izado por la rama Mersey Divers del British Sub Aqua Club. Tras un proceso de conservación de seis años, ahora se exhibe en el cobertizo para botes del club.